# Richard Ian Cox
Pour les articles homonymes, voir Cox et Richard Cox.
Richard Ian Cox est un acteur gallo-canadien, né le 3 octobre 1973 à St Asaph, (Pays de Galles).

## Biographie
Richard Ian Cox a commencé sa carrière à six ans, en prêtant sa voix à un personnage de manga animé.
Il joua dans une série d'aventures L'Étalon noir, où il partageait la vedette avec Mickey Rooney, au début des années 1990. 
Plus tard, il fit des apparitions dans des séries américaines célèbres telles Urgences, Stargate SG-1 et Sliders. Il est connu en Grande-Bretagne pour son travail de doublage dans les dessins animés.

## Filmographie
- 1979 : Kidô senshi Gandamu (série télévisée) : Kai Shiden (voix anglaise)
- 1989 : Ranma ½ (série télévisée, saisons 4 à 7)) : Ranma Saotome (voix)
- 1990 : Hamtaro - P'tits hamsters, grandes aventures (Hamtaro) (série télévisée) : Sabu (voix)
- 1990-1993 : L'Étalon noir (série télévisée) : Alec Ramsey
- 1992 : My Little Pony Tales (série télévisée) : (voix)
- 1993 : Ranma ½ (vidéo) : Ranma Saotome (male)
- 1993 : Les Survivants (Alive) : Moncho Sabella
- 1994 : L'Enfer blanc (Snowbound: The Jim and Jennifer Stolpa Story) (TV) : Jason Wicker
- 1996 : Sliders : Les Mondes parallèles (série télévisée)
- 1996 : Au-delà du réel : L'aventure continue (saison 2, épisode 21) : Marc
- 1997 : Classe croisière (Breaker High) (série télévisée) : Tony Gifford
- 1999 : Démons et merveilles (en) (H-E Double Hockey Sticks) de Randall Miller : Maître D
- 1999 : Stargate SG-1 (saison 3 épisode 19) : Nyan
- 1998 : Cold Squad, brigade spéciale (Cold Squad) (série télévisée) : Manny Needlebaum (1999-2000)
- 2000 : Virus mortel (Runaway Virus) (TV) : Mullin
- 2000 : My 5 Wives : Deputy Marty
- 2001 : The Stickup : Jack the Bartender
- 2003 : Silverwing (série télévisée) : Orestes (voix)
- 2004 : Thralls : Rennie
- 2004 : Stargate Atlantis : Docteur Gaul Brendan
- 2004 : Inuyasha - Guren no houraijima : Inuyasha
- 2005 : Being Ian (série télévisée) : Ian Kelley
- 2006 : Camping Car (RV) : Laird
- 2006 : Trapped Ashes : Doug
- 2007 : Termination Point : Stuart
- 2008 : Un souhait pour Noël (The Mrs. Clause) (TV) : Morris
- 2008 : Tornades sur New York de Tibor Takács : Herbert
- 2009 : Pluie acide (Black Rain) : Monsieur Doren
- 2014 : Barbie et la Porte secrète (Barbie and the Secret Door) : Whiff
- 2018-présent : Spy Kids : Mission critique (Spy Kids: Mission Critical)  : Sir Awesome (voix)